# Benín en los Juegos Olímpicos de Los Ángeles 1984
Benín estuvo representado en los Juegos Olímpicos de Los Ángeles 1984 por un total de 3 deportistas masculinos que compitieron en boxeo.
El portador de la bandera en la ceremonia de apertura fue el boxeador Firmin Abissi. El equipo olímpico beninés no obtuvo ninguna medalla en estos Juegos.